# Szapsza (obwód wołogodzki)
Szapsza (ros. Шапша) – wieś (sieło) w Rosji, w rejonie charowskim obwodu wołogodzkiego. W 2010 r. liczyła 445 mieszkańców.